# Discografia dei Volbeat
Questa voce contiene la discografia  dei Volbeat.

## Album in studio
- 2005 - The Strength / The Sound / The Songs
- 2007 - Rock the Rebel / Metal the Devil
- 2008 - Guitar Gangsters & Cadillac Blood
- 2010 - Beyond Hell / Above Heaven
- 2013 - Outlaw Gentlemen & Shady Ladies
- 2016 - Seal the Deal & Let's Boogie
- 2019 - Rewind, Replay, Rebound
- 2021 - Servant of the Mind
- 2025 - God of Angels Trust

## Singoli e split
- 2003 - Soulweeper
- 2004 - I Only Wanna Be with You
- 2005 - Caroline Leaving / Rebel Monster
- 2007 - Sad Man's Tongue
- 2007 - The Garden's Tale
- 2007 - Radio Girl
- 2008 - Mary Ann's Place
- 2008 - Maybellene I Hofteholder
- 2009 - We
- 2009 - A Warrior's Call
- 2010 - Fallen
- 2010 - 7 Shots / Rebel Angel
- 2010 - Heaven nor Hell
- 2011 - 16 Dollars
- 2013 - Lola Montez
- 2013 - Cape of Our Hero
- 2013 - The Hangman's Body Count
- 2014 - Doc Holliday / Lonesome Rider
- 2016 - The Devil's Bleeding Crown
- 2016 - Seal the Deal
- 2019 - Parasite
- 2021 - Wait a Minute My Girl / Dagen før
- 2021 - Don’t Tread on Me
- 2022 - Ghost/Volbeat (split con i Ghost)

## Demo
- 2002 - Demo
- 2003 - Beat the Meat

## Compilation
- 2020 - Hokus Bonus

## Album dal vivo
- 2011 - Live from Beyond Hell / Above Heaven
- 2018 - Let's Boogie! Live from Telia Parken
- 2020 - Rewind, Replay, Rebound: Live in Deutschland

## Video dal vivo
- 2008 - Live: Sold Out (video)
- 2011 - Live from Beyond Hell / Above Heaven (video)

## Video Musicali
- I Only Wanna Be with You
- Pool of Booze
- The Garden's Tale
- Radio Girl
- Sad Man's Tongue
- Maybellene I Hofteholder
- Mary Ann's Place
- We
- A Warriors Call
- Fallen
- 7 Shots/Rebel Angel
- 16 Dollars
- Cape of Our Hero
- The Lonesome Rider
- Black Rose
- The Devil's Bleeding Crown
- Follow The Bliss / For Evigt